# 山下のりこ
山下 のりこ（やました - ＜旧姓：室屋典子、溝口＞、1963年2月15日 - ）は、日本のフリーアナウンサー、ナレーター、講師。元鹿児島テレビ放送（KTS）アナウンサー、テレビ西日本（TNC）で契約アナウンサーとして活躍。2008年、東京に拠点を移し活動。現在、東京在住。

## 経歴
福岡県北九州市出身。短期大学卒業後、1983年に鹿児島テレビ放送にアナウンサーとして入社。
出産のため鹿児島テレビ放送を退社。
その後は、エフエム鹿児島、鹿児島シティエフエムでパーソナリティを務め、2000年4月に帰福。
テレビ西日本報道部所属の契約アナウンサーとして主にニュースなど報道番組を中心に活動。
2008年4月、東京に仕事の拠点を移す。現在、東京在住。

## 過去の担当番組
- 鹿児島テレビ

あなたのかごしまMC、KTSスーパータイム NEWS&SPORTSキャスター、2時いろトークMC、県政番組MC
- エフエム鹿児島

ランチオンタイム、三越コンフォートタイムパーソナリティー
- テレビ西日本報道部

TNCニュース、 TNCスーパーニュース キャスター、リポーター

### ナレーション
- FNSドキュメンタリー大賞受賞（「母だからこそ」ナレーション担当）
- サラからのおくりもの～海峡を越えて ディレクター兼務（テレビ西日本）
- インドカリー百年の夢（テレビ西日本）
- ビクター制作「かごしま文化の表情」2枚組ＣＤ
- テレビ朝日「報道ステーション」チベット暴動
- グリーンチャンネル「田舎ゆうゆう」
- TOKYO MX「新宿区広報番組」
- BSフジ ドキュメンタリー番組「どうするポスト京都議定書」
- J:COM大田「デイリー大田」木曜日キャスター（継続中）
- TBS「甦る昭和の歌姫伝説5 今夜限りの豪華特別版」PR
- BS朝日「美空ひばり 東京ドーム25年目の真実」PR
- BS-TBS「美空ひばりスペシャル ひばり13歳 アメリカで歌う」PR
- BS朝日「わが心の美空ひばり」PR
- BS朝日「美空ひばり サミット」PR
- BS-TBS「没後20年 不滅の歌声 テレサ・テンの全て」PR
- BSジャパン「歌う銀幕スター」PR
- BS朝日「心にのこる美空ひばり名曲物語」PR
- BS朝日「テレサ・テン 没後20年メモリアル」PR
- BSジャパン「二大歌姫伝説 テレサ・テン 美空ひばりへの熱き想い」
- BS朝日「島倉千代子3回忌 熱唱30曲! 貴重映像で綴る歌人生」PR
- BSジャパン「昭和歌謡 不滅のヒット曲誕生秘話」

他多数